# 東京都専修学校一覧
東京都専修学校一覧（とうきょうとせんしゅうがっこういちらん）は、東京都の専修学校の一覧。

## 国立専修学校

### 多摩地域

#### 東村山市
- 国立療養所多磨全生園附属看護学校[1]

## 公立専修学校
公立専修学校一覧

### 特別区

#### 大田区
- 東京都立荏原看護専門学校

#### 渋谷区
- 東京都立広尾看護専門学校

#### 板橋区
- 東京都立板橋看護専門学校

### 多摩地域

#### 八王子市
- 八王子市立看護専門学校

#### 青梅市
- 東京都立青梅看護専門学校

#### 府中市
- 東京都立府中看護専門学校

#### 東大和市
- 東京都立北多摩看護専門学校

#### 多摩市
- 東京都立南多摩看護専門学校

## 私立専修学校（専門課程を設置）

### 特別区

#### 千代田区
- 大原医療秘書福祉保育専門学校
- 大原法律専門学校
- 大原簿記学校
- 御茶の水美術専門学校
- 駿台外語アンドビジネス専門学校
- 駿台電子情報アンドビジネス専門学校
- 駿台法律経済アンドビジネス専門学校
- 専門学校アテネ・フランセ
- 専門学校お茶の水スクール･オブ･ビジネス
- 専門学校神田外語学院
- 専門学校東京ビジュアルアーツ
- 専門学校ファッションカレッジ桜丘
- 東京アニメーター学院専門学校
- 東京商科・法科学院専門学校
- 東京情報クリエイター工学院専門学校
- 東京テクノ･ホルティ園芸専門学校
- 専門学校東京デザイナー・アカデミー
- 東京ホテル・トラベル学院専門学校
- 東京理容専修学校（高等課程併設）
- 日本ウェルネスAI・IT・保育専門学校
- 日本大学歯学部附属歯科衛生専門学校
- 日本大学歯学部附属歯科技工専門学校
- 山脇美術専門学校

#### 中央区
- 専門学校東京医療学院
- 東京医療福祉専門学校
- 東京英語専門学校
- 東京ファッション専門学校

#### 港区
- 音響芸術専門学校
- 慈恵看護専門学校
- 聖徳大学幼児教育専門学校
- 専門学校青山ファッションカレッジ
- タカラ美容専門学校
- ハリウッド美容専門学校

#### 新宿区
- グレッグ外語専門学校新宿校
- 首都医校
- 新宿医療専門学校
- 新宿調理師専門学校
- 西武学園医学技術専門学校東京新宿校
- 専門学校ESPエンタテインメント東京
- 専門学校東京経理綜合学院
- 専門学校ミュージシャンズ・インスティテュート東京
- 専門学校早稲田国際ビジネスカレッジ
- 高山美容専門学校
- 中央理美容専門学校
- 東京アニメーションカレッジ専門学校
- 東京呉竹医療専門学校
- 東京栄養専門学校
- 東京外語専門学校
- 東京家政専門学校
- 東京眼鏡専門学校
- 専門学校東京ホスピタリティ・アカデミー
- 東京製菓学校（高等課程併設）
- 東京調理製菓専門学校（高等課程併設）
- 東京デザインテクノロジーセンター専門学校
- 東京美容専門学校
- 東京マルチ・AI専門学校
- 東京モード学園
- 東京YMCA国際ホテル専門学校
- 東放学園映画専門学校
- 東洋鍼灸専門学校
- 東洋美術学校
- 独立行政法人地域医療機能推進機構東京新宿メディカルセンター附属看護専門学校
- 日本医学柔整鍼灸専門学校
- 日本児童教育専門学校
- 日本電子専門学校
- 日本美容専門学校
- 日本福祉教育専門学校
- HAL東京
- ファッションビジネスカレッジ東京
- ヘレン・ケラー学院（高等課程併設）
- 真野美容専門学校（一般課程併設）
- マリールイズ美容専門学校
- 目白ファッション&アートカレッジ（一般課程併設）
- 早稲田医学院歯科衛生士専門学校
- 早稲田外語専門学校
- 早稲田大学芸術学校
- 早稲田美容専門学校

#### 文京区
- お茶の水はりきゅう専門学校
- 彰栄保育福祉専門学校
- 尚美ミュージックカレッジ専門学校
- 専修学校東京ウェディング&ブライダル専門学校
- 竹早教員保育士養成所
- 中央美術学園
- 東京医療秘書歯科衛生&IT専門学校
- 東京こども専門学校
- 東京スイーツ&カフェ専門学校
- 東京ビューティーアート専門学校
- 東京みらいAI&IT専門学校
- 東京リゾート&スポーツ専門学校
- 日中学院
- 日本指圧専門学校
- 日本プリンティングアカデミー
- 富士国際ビジネス専門学校
- 読売理工医療福祉専門学校

#### 台東区
- 上野法律専門学校
- 専門学校東京国際ビジネスカレッジ
- 日本健康医療専門学校
- 華学園栄養専門学校
- 華調理製菓専門学校（高等課程併設）
- 華服飾専門学校

#### 墨田区
- スポーツ健康医療専門学校
- 専門学校アニメ・アーティスト・アカデミー
- 専門学校日本鉄道&スポーツビジネスカレッジ21
- 専門学校日本動物21
- 東京ITプログラミング&会計専門学校
- 東京医学技術専門学校
- 東京環境工科専門学校
- 東京墨田看護専門学校
- 東京法律公務員専門学校

#### 江東区
- 江東服飾高等専修学校（高等課程併設）
- 専門学校デジタル&ランゲージ秀林
- 専門学校読売自動車大学校
- 東京服装文化学院（高等・一般課程併設）
- 東京YMCA社会体育・保育専門学校

#### 品川区
- 池見東京医療専門学校
- 品川介護福祉専門学校
- 昭和大学医学部附属看護専門学校
- 専門学校東京工科自動車大学校品川校
- 東京健康科学専門学校
- 東京マックス美容専門学校
- ドレスメーカー学院
- 日本書道専門学校
- 宮川文化服装専門学校

#### 目黒区
- グレッグ外語専門学校
- 専門学校アイシーエスカレッジオブアーツ
- 専門学校東都リハビリテーション学院

#### 大田区
- 簡野学園羽田幼児教育専門学校
- 佐伯栄養専門学校
- 昭和医療技術専門学校
- 新東京歯科衛生士学校
- 新東京歯科技工士学校
- 東京衛生学園専門学校
- 東京誠心調理師専門学校（高等課程併設）
- 東京バイオテクノロジー専門学校
- 日本芸術専門学校
- 日本工学院専門学校

#### 世田谷区
- 国際動物専門学校
- 至誠会看護専門学校
- 専門学校東京工科自動車大学校世田谷校
- 東京栄養食糧専門学校
- 東京すし和食調理専門学校
- 東京山手調理師専門学校
- 東京ロシア語学院
- 日本菓子専門学校
- 日本体育大学医療専門学校
- ヨークグローバルビジネスアカデミー専門学校

#### 渋谷区
- 青山製図専門学校
- 国際文化理容美容専門学校渋谷校
- 渋谷ファッション＆アート専門学校
- 住田美容専門学校
- 専門学校エビスビューティカレッジ
- 専門学校桑沢デザイン研究所
- 専門学校清水とき・きものアカデミア
- 専門学校東京クールジャパン・アカデミー
- 専門学校東京ビジネス・アカデミー
- 専門学校東京声優・国際アカデミー
- 専門学校東洋公衆衛生学院
- 専門学校日本デザイナー学院
- 専門学校ヒコ・みづのジュエリーカレッジ
- 専門学校ビジョナリーアーツ
- 専門学校ミューズ音楽院
- 専門学校ミューズモード音楽院
- 東京サイクルデザイン専門学校
- 東京スクールオブミュージック専門学校渋谷（高等課程併設）
- 東京ダンス・俳優&舞台芸術専門学校
- 東京デザイン専門学校
- 東放学園音響専門学校
- 日本写真芸術専門学校
- 日本柔道整復専門学校
- 日本鍼灸理療専門学校
- 日本赤十字社助産師学校
- 日本デザイン福祉専門学校
- 服部栄養専門学校（高等課程併設）
- 文化外国語専門学校
- 文化服装学院
- べルエポック美容専門学校
- ヤマザキ動物専門学校
- 山手調理製菓専門学校
- 山野美容専門学校

#### 中野区
- アポロ歯科衛生士専門学校
- 織田きもの専門学校
- 織田製菓専門学校
- 織田調理師専門学校
- 織田ファッション専門学校
- 窪田理容美容専門学校
- 国際デュアルビジネス専門学校
- 渋谷外国語専門学校
- 専門学校東京アナウンス学院
- 専門学校東京工科自動車大学校
- 専門学校東京CPA会計学院（高等・一般課程併設）
- 専門学校東京テクニカルカレッジ
- 専門学校日本ホテルスクール
- 東京愛犬専門学校
- 東京警察病院看護専門学校
- 東京ブライダル専門学校
- エアライン・鉄道・ホテル・テーマパーク専門学校東京

#### 杉並区
- 阿佐ケ谷美術専門学校
- 玉成保育専門学校
- 専修学校中央ゼミナール（一般課程併設）
- 専門学校日本鉄道&スポーツビジネスカレッジ
- 東京ITプログラミング＆会計専門学校杉並校
- 東京ゴルフ専門学校
- 東京保育専門学校
- 東京法律公務員専門学校杉並校
- 東放学園専門学校
- 日本医歯薬専門学校
- 日本動物専門学校
- 芳澍女学院情報国際専門学校

#### 豊島区
- 赤堀製菓専門学校
- 大原情報ビジネス公務員専門学校池袋校
- 香川調理製菓専門学校
- 学校法人　国際文化アカデミー JTBツーリズムビジネスカレッジ
- 城西放射線技術専門学校
- 駿台トラベルアンドホテル専門学校
- 西武学園医学技術専門学校東京池袋校
- 専門学校インターナショナル･スクールオブビジネス
- 専門学校デジタルアーツ東京
- 専門学校東京ビジネス外語カレッジ
- 専門学校舞台芸術学院
- 専門学校武蔵野ファッションカレッジ
- 草苑保育専門学校
- 創形美術学校
- 中央法律専門学校
- 東京教育専門学校
- 東京グローバルビジネス専門学校
- 東京心理音楽療法福祉専門学校
- 東京総合美容専門学校
- 東京電子専門学校
- 東京豊島IT医療福祉専門学校
- 東京日建工科専門学校
- 東京フード製菓中医薬専門学校（高等課程併設）
- 東京福祉保育専門学校
- 東京服飾専門学校
- 日本医療ビジネス大学校
- 日本外国語専門学校
- 日本リハビリテーション専門学校
- ミス・パリ・ビューティ専門学校
- 武蔵野栄養専門学校
- 武蔵野調理師専門学校（高等課程併設）
- 早稲田速記医療福祉専門学校
- 早稲田文理専門学校

#### 北区
- コーセー美容専門学校
- 中央工学校
- 中央動物専門学校
- 東京歯科衛生専門学校
- 東京ブレーメン動物専門学校

#### 荒川区
- 国際理容美容専門学校
- 専門学校東京ニットファッションアカデミー
- 太陽歯科衛生士専門学校
- 道灌山学園保育福祉専門学校
- 日本総合医療専門学校

#### 板橋区
- 板橋中央看護専門学校
- 医療法人社団翠会成増高等看護学校
- 上板橋看護専門学校
- 資生堂美容技術専門学校
- 彰栄リハビリテーション専門学校
- 帝京高等看護学院
- 日本ウェルネス歯科衛生専門学校
- 日本大学医学部附属看護専門学校
- 日本ペットアンドアニマル専門学校

#### 練馬区
- 東京柔道整復専門学校
- 日本ウェルネススポーツ専門学校

#### 足立区
- 聖和看護専門学校
- 千住介護福祉専門学校
- 東京女子医科大学看護専門学校
- 東京未来大学福祉専門学校
- 西新井看護専門学校

#### 葛飾区
- 葛飾区医師会附属看護専門学校（高等課程併設）
- 国際鍼灸専門学校
- 専門学校東京自動車大学校
- 中央医療技術専門学校
- 東京聖栄大学附属調理師専門学校

#### 江戸川区
- 愛国学園保育専門学校
- 江戸川看護専門学校
- TCA東京ECO動物海洋専門学校
- 東京アニメ・声優＆ｅスポーツ専門学校
- 東京医薬看護専門学校
- 東京ウェディング・ホテル専門学校
- 東京コミュニケーションアート専門学校（高等課程併設）
- 東京スクールオブミュージック＆ダンス専門学校（高等課程併設）
- 東京スポーツ･レクリエーション専門学校
- 東京俳優・映画＆放送専門学校
- 東京福祉専門学校
- 東京文化美容専門学校（高等課程併設）
- 東京文化ブライダル専門学校
- 東京ベルエポック製菓調理専門学校
- 東京ベルエポック美容専門学校
- 東京ホテル・観光＆ホスピタリティ専門学校
- 東京マスダ学院調理師専門学校（高等課程併設）
- 東京マスダ学院文化服装専門学校（高等課程併設）
- 東京メディカル・スポーツ専門学校

### 多摩地域

#### 八王子市
- アポロ美容理容専門学校
- 大竹高等専修学校
- 国際電子会計専門学校
- 専門学校トヨタ東京自動車大学校
- 東京高尾看護専門学校
- 萠愛調理師専門学校

#### 立川市
- 大原簿記公務員医療福祉保育専門学校立川校
- 関東柔道整復専門学校
- 関東リハビリテーション専門学校
- 国際製菓専門学校（高等課程併設）
- 東京立川歯科衛生学院専門学校
- 東京立川情報ＩＴクリエイター専門学校
- 東京ビューティー&ブライダル専門学校
- 東京保育医療秘書専門学校
- 西東京調理師専門学校（高等課程併設）

#### 武蔵野市
- 吉祥寺二葉製菓専門職学校
- 吉祥寺二葉栄養調理専門職学校
- 専門学校中野スクール･オブ･ビジネス
- 武蔵野学芸専門学校（高等課程併設）

#### 三鷹市
- アジア・アフリカ語学院
- 日商簿記三鷹福祉専門学校

#### 青梅市
- 多摩リハビリテーション学院専門学校

#### 昭島市
- 東京西の森歯科衛生士専門学校

#### 町田市
- アルファ医療福祉専門学校
- 大原簿記医療秘書公務員専門学校町田校
- 東京町田情報ITクリエイター専門学校
- 東京町田歯科衛生学院専門学校
- 町田製菓専門学校
- 町田調理師専門学校（高等課程併設）
- 町田デザイン&建築専門学校
- 町田美容専門学校（高等課程併設）
- 町田福祉保育専門学校

#### 小金井市
- 専門学校社会医学技術学院
- 辻󠄀調理師専門学校 東京
- 東京エアトラベル・ホテル専門学校
- 東京工学院専門学校

#### 日野市
- 東邦歯科医療専門学校

#### 国分寺市
- 国際文化理容美容専門学校国分寺校

#### 国立市
- 東京YMCA医療福祉専門学校

#### 福生市
- ディライトグローバル専門学校

#### 狛江市
- 慈恵第三看護専門学校

#### 清瀬市
- 日本看護協会看護研修学校

#### 多摩市
- 東京多摩調理製菓専門学校（高等課程併設）

#### 稲城市
- 東京南看護専門学校

## 私立専修学校（高等課程、一般課程のみの設置）

### 特別区

#### 千代田区
一般課程のみ
- 駿台予備学校
- 専修学校河合塾麹町校

#### 中央区
一般課程のみ
- 北九州予備校東京校

#### 新宿区
高等課程のみ
- 東放学園高等専修学校

一般課程のみ
- 専修学校河合塾新宿校
- 専修学校早稲田ゼミナール
- 専修学校早稲田予備学校

#### 文京区
一般課程のみ
- 専修学校河合塾本郷校

#### 台東区
高等課程のみ
- 下谷医師会立看護高等専修学校

#### 目黒区
一般課程のみ
- 専修学校河合塾自由が丘校

#### 大田区
高等課程のみ
- すず学園高等専修学校

#### 世田谷区
高等課程のみ
- 世田谷区医師会立看護高等専修学校
- 世田谷中央看護高等専修学校

#### 渋谷区
一般課程のみ
- 専修学校代々木ゼミナール造形学校
- 専修学校代々木ゼミナール本部校

#### 中野区
高等課程のみ
- 織田学園中野高等専修学校

#### 杉並区
高等課程のみ
- 野田鎌田学園杉並高等専修学校

#### 豊島区
一般課程のみ
- すいどーばた美術学院
- 駿台予備学校池袋校
- 専修学校河合塾池袋校

#### 荒川区
高等課程のみ
- 国際共立学園高等専修学校

#### 江戸川区
高等課程のみ
- 東京表現高等学院MIICA

### 多摩地域

#### 八王子市
高等課程のみ
- 大竹高等専修学校

#### 立川市
一般課程のみ
- 駿台予備学校立川校
- 専修学校河合塾立川校

#### 武蔵野市
高等課程のみ
- 武蔵野東高等専修学校

#### 府中市
高等課程のみ
- 一般社団法人東京精神科病院協会府中看護高等専修学校

#### 町田市
一般課程のみ
- 駿台予備学校町田校
- 専修学校河合塾町田校

#### 国分寺市
高等課程のみ
- 日本芸術高等学園

#### 多摩市
高等課程のみ
- 芸術工芸高等専修学校